# وادسدون (باكينجهامشير)
وادسدون (باكينجهامشير) (بالإنجليزية: Waddesdon)‏ هي قرية وأبرشية مدنية تقع في المملكة المتحدة في إنجلترا. يقدر عدد سكانها بـ 2,097 نسمة .